# Зубак Василь Іванович
Василь Іванович Зубак (нар. 7 січня 1929, Мукачево, Чехословаччина — 24 вересня 2010, Мукачево, Україна) — футболіст та тренер радянських часів. Півзахисник, грав за «Більшовик» (Мукачево), «Спартак» Ужгород, «ОБО» (Львів), «Буревісник» (Чернівці).
Має двох дітей.

## Біографія
1946 року виступав у юнацькій збірній УССР.
1946—1949 виступав за команду «Більшовик» (Мукачево), у складі якої брав участь у чемпіонаті СРСР (1948—1949) та був фіналістом кубку УРСР (1948).
1951—1954 грав у «ОБО» Львів.
1954—1956 — гравець «Спартак» (Ужгород), що виступав у першості та кубку СРСР.
У 1957 брав участь у розіграші кубку УРСР у складі «Буревісник» (Чернівці).
1960 році тренував «Нафтовик» (Дрогобич), який того року перейшов грати з першості УРСР до класу Б першості СРСР. Також тренував цю команду в 1963 та 1964 роках.
У 1968—1970 році тренував «Карпати» (Мукачево), які в ці роки виступали в першості СРСР (класу Б, УРСР), і в 1969 році у своїй зоні зайняли 3 місце, а в 1970 році — 5 місце.
Останні роки Василь Іванович Зубак зі своєю дружиною проживав у Мукачевому.